# 알레한드로 호도로프스키
알레한드로 호도로프스키 프루얀스키(스페인어: Alejandro Jodorowsky Prullansky, 1929년 2월 17일 ~ )는 칠레의 영화 감독, 영화 각본가, 배우, 시인이다.
칠레에서 유대인과 러시아인 혈통의 부모 밑에서 태어났으며, 대학교를 중퇴한 뒤 광대로 활동하다 1947년 스스로 극단을 설립해 배우로 활동하였다. 이후 1950년대 파리로 이주해 에티엔 드크루로부터 마임을 배웠으며, 1957년 단편 영화 잘려진 머리의 감독을 맡아 영화 감독으로 데뷔하였다. 그 뒤 1960년대에는 파리와 멕시코시티를 오가며 아나키즘 아방가르드의 운동인 파닉 무브망를 주도했으며, 1967년 멕시코에서 초현실주의 성향의 첫 장편 영화인 판도와 리스의 감독을 맡았으나 이는 멕시코에서 거대한 스캔들을 일으켜 결국 상영이 금지되었다.
이후 1970년 상영된 엘 토포는 미국의 심야 영화 시장에서 흥행을 거두었고, 앨런 클라인의 재정 지원에 힘입어 1973년 서양의 밀교에 대한 초현실적인 탐구에 대해 다룬 홀리 마운틴을 제작했으나 클라인과의 마찰으로 인해 널리 보급되지는 못했다. 그 뒤 프랭크 허버트의 소설 듄의 영화화를 기획했으나 실현되지는 못했고, 이후에는 성스러운 피 등 몇 편의 영화를 더 제작하였다.
또한 몇 편의 SF 만화 스토리 작가를 맡았으며, 연금술, 타로, 선불교, 샤머니즘에 관한 책을 저술하기도 했다.

## 작품 목록
- 잘려진 머리 (1957, 단편)
- Teatro sin fin (1965)
- 판도와 리스 (1967)
- 엘 토포 (1970)
- 홀리 마운틴 (1973)
- 터스크(영어판) (1980)
- 성스러운 피 (1989)
- 무지개 도둑 (1990)
- 현실의 춤 (2013)
- 끝없는 시 (2016)
- 사이코매직 (2019)